# Louis Garnier (homme politique)
Pour les articles homonymes, voir Louis Garnier (homonymie) et Garnier.
Louis Garnier, né le 11 août 1916 à Lons-le-Saunier (Jura) et mort le 19 mai 1964 à Menton (Alpes-Maritimes), est un résistant et homme politique français.

## Biographie
Né de père inconnu, Louis Garnier est élevé par sa mère, commerçante à Crançot, puis à Besançon. Après un CAP de commis de banque, il travaille d'abord chez un horloger de Villers-le-Lac.
Ses premiers engagements le conduisent dans le mouvement des Auberges de Jeunesse, puis aux Jeunesses socialistes, auxquelles il adhère, à Besançon, en 1933 et dont il devient le secrétaire départemental en 1937.  Investi dans le comité antifasciste de la ville, il adhère aussi à la CGT.
Partisan de l'unité avec les communistes, il est marginalisé dans les milieux socialistes, en même temps qu'il rencontre Robert Charles, militant communiste et responsable syndical, avec qui il se lie d'une amitié durable. En 1938, il quitte la SFIO et se serait rapproché du Parti socialiste ouvrier et paysan de Marceau Pivert, avant de rejoindre le Parti communiste en 1941.
Arrêté en novembre 1941 pour avoir distribué un tract appelant à commémorer le 11 novembre, il est condamné à quatre ans de prison, à quoi s'ajoute une année supplémentaire après une tentative d'évasion ratée en avril 1942. C'est dans le cadre de sa détention qu'il rencontre Marcel Paul et Auguste Havez, qui participeront à sa formation politique. Il est ensuite déporté au camp de Mauthausen, où il devient avec Maurice Collin et Albert Morin, responsable de la direction des communistes internés. Libéré en mai 1945 par des partisans yougoslaves, il les rejoint dans leur combat au sein d'une brigade française appelée « Liberté ».
Il revient physiquement très amoindri à Besançon en juin 1945, où il trouve un emploi de comptable, avant d'entrer comme employé à EDF, puis de devenir permanent du parti.
Mais c'est surtout l'action politique qui l'occupe. Secrétaire à l'organisation de la fédération communiste du Doubs, ce qui le conduit à s'installer à Audincourt, ville ouvrière, où le PCF établit son siège départemental. Candidat à la mairie d'Audincourt en 1947, il n'est pas élu mais entre au conseil municipal, où il siège jusqu'en 1959.
Candidat à toutes les élections législatives à partir de 1951, il est élu en 1956, de justesse, avec 14,1 % des voix. Au Palais-Bourbon, il est surtout intéressé par les questions concernant son département d'élection. Bien que n'exprimant pas de divergence lors de ses votes, il expose en privé ou dans les instances du parti ses doutes à la suite du rapport Khrouchtchev, du vote des pouvoirs spéciaux au gouvernement Guy Mollet, ou sur la rupture avec la Yougoslavie.
Cette attitude lui vaut d'être progressivement mis à l'écart de ses responsabilités, et, au printemps 1956, il est remplacé par Serge Paganelli comme secrétaire fédéral. En 1958, il est élu conseiller général, dans le canton d'Audincourt, en avril, mais battu par le gaulliste Georges Becker aux législatives. Marginalisé dans le parti, il ne se représente pas aux cantonales de 1962. Il meurt prématurément, en mai 1964, à l'âge de 47 ans.
Après sa mort, son nom est donné au lycée professionnel d'Audincourt, ainsi qu'à une rue de Besançon.